# Torymus acrophilae
Torymus acrophilae är en stekelart som beskrevs av Ruschka 1921. Torymus acrophilae ingår i släktet Torymus och familjen gallglanssteklar.
Artens utbredningsområde är:
- Österrike.
- Belgien.
- Tjeckien.

Inga underarter finns listade i Catalogue of Life.